# 北京公交107路
北京公交107路，是北京市的一条公交线路，由北京公交集团电车客运分公司运营。107路的前身为1959年开通的7路无轨电车，1976年改为现名。
107路横贯西城区和东城区北部，途经北海公园、南锣鼓巷、簋街等热门景点，和103路一样是兼顾旅游观光和工作通勤的联络线路。

## 历史

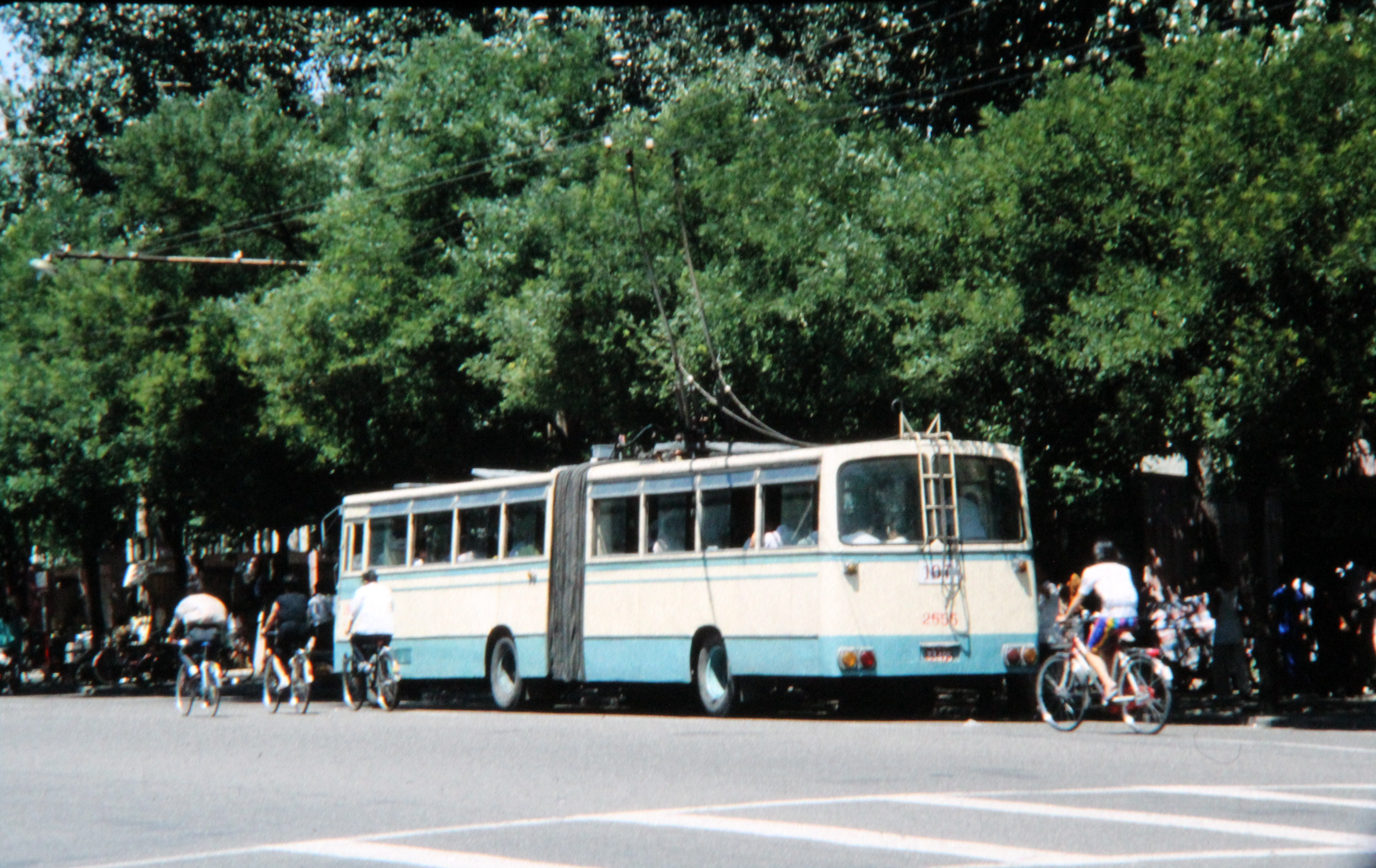
1991年，107路的BD562型铰接电车

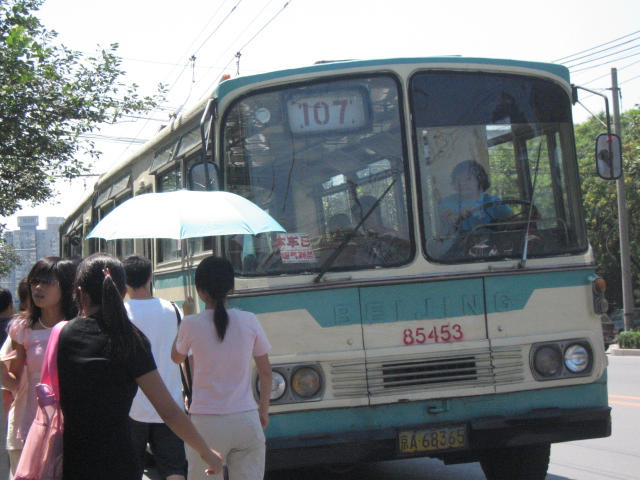
2005年，仍使用BD562型铰接电车的107路在展览馆路

1959年8月10日：7路无轨电车开通，从东直门到西直门，单程8.77公里。
1969年12月29日：西端延长到白石桥。
1967年1月17日：西端缩至西直门。
1970年11月24日：西端再度延长到白石桥。

## 沿线站位及周边重要设施
| 车站名称     | 车站名称          | 行政 区划 | 地铁换乘                      | 地铁换乘 | 重要设施                                             |
| 白石桥东方向 | 东直门枢纽站 方向 | 行政 区划 | 地铁换乘                      | 地铁换乘 | 重要设施                                             |
| ------------ | ----------------- | --------- | ----------------------------- | -------- | ---------------------------------------------------- |
| 白石桥东     | 白石桥东          | 海淀区    |                               |          | 换乘无轨电车105路、111路                             |
| 动物园       | 动物园            | 西城区    | █ 4号线                       | 动物园   | 北京动物园 动物园交通枢纽 换乘无轨电车102路、103路等 |
| 北京展览馆   | 北京展览馆        | 西城区    |                               |          | 北京展览馆 北京建筑大学                              |
| 二里沟东口   | 二里沟东口        | 西城区    | █ 6号线                       | 车公庄西 | 展览馆路小区                                         |
| 三塔寺       | 三塔寺            | 西城区    |                               |          | 北京行政学院                                         |
| 车公庄西     | 车公庄东          | 西城区    | █ 2号线 █ 6号线               | 车公庄   | 生态环境部 梅兰芳大剧院                              |
| 官园         | 官园              | 西城区    |                               |          | 黄城根小学 中国儿童中心                              |
| 平安医院     | 平安医院          | 西城区    |                               |          | 国家京剧院 北京市第三中学                            |
| 平安里路口东 | 平安里路口东      | 西城区    | █ 4号线 █ 6号线 █ 19号线      | 平安里   | 北京市第一五六中学                                   |
| 厂桥路口东   | 厂桥路口东        | 西城区    |                               |          | 北京大学第一医院 北京市第四中学                      |
| 东官房       | 东官房            | 西城区    | █ 6号线                       | 北海北   | 恭王府 东官房胡同                                    |
| 北海北门     | 北海北门          | 西城区    |                               |          | 北海公园北门 什刹海荷花市场                          |
| 地安门外     | 地安门外          | 西城区    |                               |          | 张之洞故居                                           |
| 鼓楼         | 鼓楼              | 西城区    | █ 8号线                       | 什刹海   | 北京钟鼓楼 烟袋斜街                                  |
| 宝钞胡同     | 宝钞胡同          | 东城区    |                               |          | 南锣鼓巷 北锣鼓巷                                    |
| 小经厂       | 小经厂            | 东城区    |                               |          | 北京市东城区教师研修中心                             |
| 交道口东     | 交道口东          | 东城区    |                               |          | 东城区第一文化馆                                     |
| 北新桥路口西 | 北新桥路口西      | 东城区    | █ 5号线 █ 首都机场线          | 北新桥   | 北京市第二十二中学 东城区人民法院                    |
| 东内小街     | 东内小街          | 东城区    |                               |          | 中国中医科学院 簋街                                  |
| 东直门内     | 东直门内          | 东城区    |                               |          | 来福士广场                                           |
| 东直门枢纽站 | 东直门枢纽站      | 东城区    | █ 2号线 █ 13号线 █ 首都机场线 | 东直门   | 东直门外清真寺 换乘无轨电车3路、106路                |

## 轶事
因歌手赵雷的歌曲《鼓楼》中，以歌词“当107路再次经过，时间是带走青春的电车”提及107路无轨电车，2023年北京公交集团推进品牌线路建设工作时，将107路打造为“守望中轴”文化线，同时在列车下一站是鼓楼站时播放歌曲《鼓楼》的尾段：
我是个沉默不语的靠着车窗
想念你的乘客
当107路再次经过
时间是带走青春的电车
我站在什刹海边
一切甜蜜与我无关
这是个拥挤的地方
而我却很孤单
我在鼓楼
我在鼓楼
我在鼓楼

......——赵雷，《鼓楼》